# 硫酰胺
硫酰胺（化学式：H2NSO2NH2），又名磺酰胺，是硫酸的二酰胺衍生物。

## 制备
硫酰胺可由硫酰氯（或三氧化硫）与氨反应制备：
{\displaystyle \mathrm {SO_{2}Cl_{2}+4\ NH_{3}\longrightarrow SO_{2}(NH_{2})_{2}+2\ NH_{4}Cl} }